# دبي مول
دبي مول هو أكبر مركز تجاري في العالم من حيث المساحة الإجمالية، ويحتل المرتبة السادسة عالميًا من حيث المساحة القابلة للتأجير. يقع في مدينة دبي، الإمارات العربية المتحدة، وهو جزء من مشروع برج خليفة (المعروف سابقًا باسم برج دبي)، الذي بلغت تكلفة تطويره نحو 1.5 مليار دولار أمريكي. يضم المول ما يزيد عن 1200 متجر تجاري، ويُعد من أبرز معالم التسوق والترفيه في المدينة.
يرتبط دبي مول بشبكة النقل عبر شارع الدوحة، الذي أعيد تطويره ليصبح طريقًا مزدوج الطبقات في أبريل 2009، ما يسهل الوصول إليه من مختلف أنحاء دبي.
افتُتح المول رسميًا في 4 نوفمبر 2008 بعد تأجيل الموعد الأصلي مرتين. ومع مشاركة نحو 635 من تجار التجزئة في افتتاحه، صُنف كأكبر افتتاح لمركز تجاري في تاريخ قطاع التجزئة. ومع ذلك، لا يُعد الأكبر عالميًا من حيث المساحة القابلة للتأجير؛ إذ تسبقه مراكز مثل ساوث تشاينا مول (South China Mall) وغولدن ريسورسز مول (Golden Resources Mall) ومول أوف آسيا (Mall of Asia).
في الأيام الخمسة الأولى من افتتاحه، تم بيع أكثر من 60,000 تذكرة لدخول حوض أسماك دبي ومركز ديسكفري، مما يعكس الإقبال الكبير على مرافقه الترفيهية. استقطب المول أكثر من 37 مليون زائر في عام 2009، بمعدل يزيد عن 750,000 زائر أسبوعيًا. وفي عام 2010، بلغ عدد الزوار 47 مليونًا، أي بزيادة قدرها 27% عن العام السابق رغم تداعيات الأزمة المالية العالمية.
بحلول عام 2012، احتفظ دبي مول بلقب أكثر مركز تجاري ووجهة ترفيهية زيارة في العالم، حيث استقطب أكثر من 65 مليون زائر، بزيادة 20% عن عام 2011 الذي سجل 54 مليون زائر. هذا الرقم تجاوز عدد زوار العديد من المعالم العالمية مثل مدينة نيويورك (52 مليون زائر)، ولوس أنجلوس (41 مليون زائر)، وكذلك الوجهات السياحية الشهيرة مثل تايمز سكوير (39.2 مليون)، وسنترال بارك (38 مليون)، وشلالات نياغرا (22.5 مليون).

## تاريخ

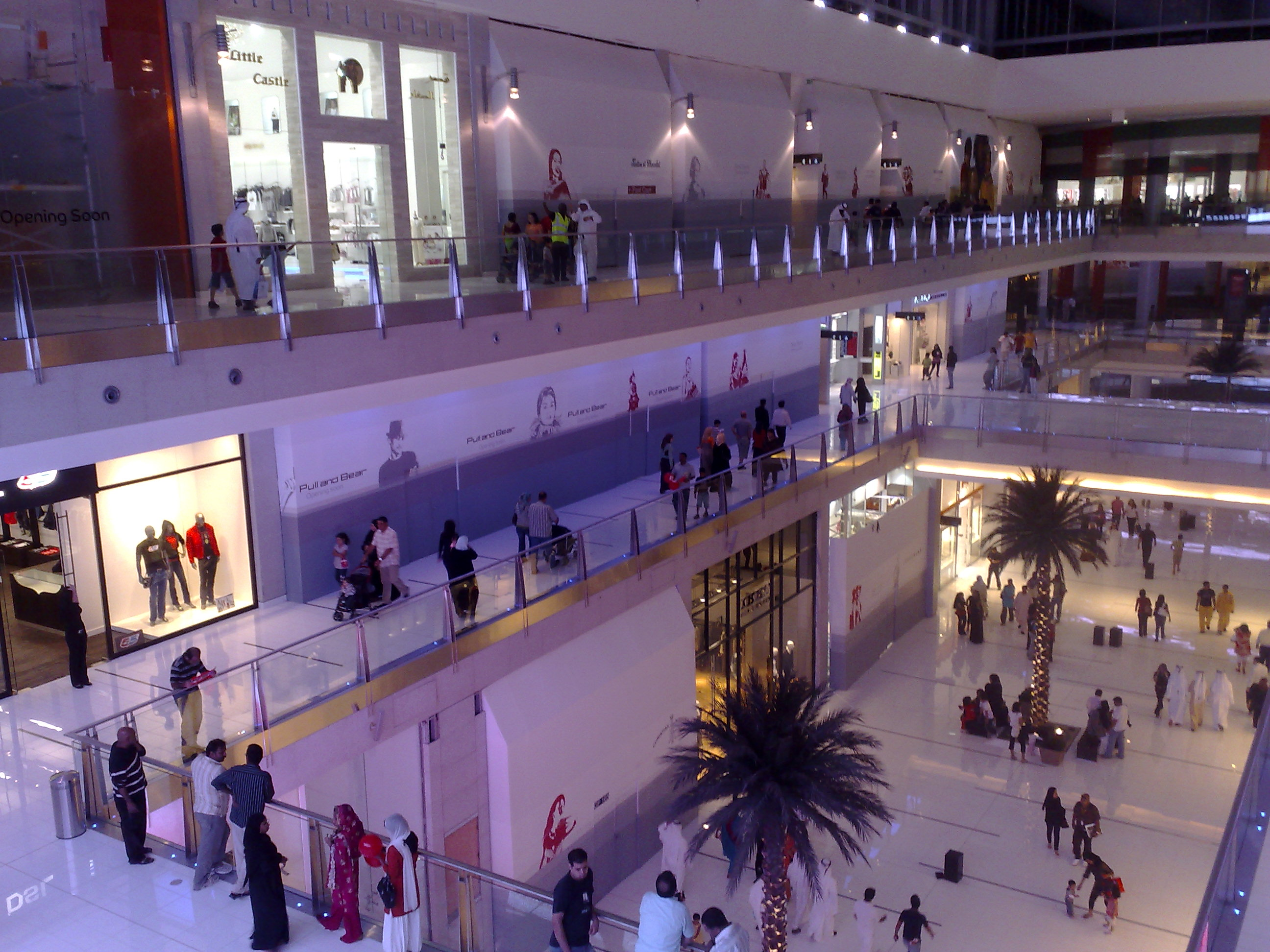

افتتح دبي مول في 4 نوفمبر 2008، بمشاركة نحو 1000 متجر تجزئة. وفي عام 2011، كان دبي مول أكثر المباني زيارة في العالم، حيث جذب أكثر من 54 مليون زائر.
وفي يناير 2023، أعلن المركز التجاري رسميًا عن تغيير اسمه من "The Dubai Mall" إلى "Dubai Mall". وقد استقبل المول عددًا قياسيًا من الزوار بلغ 105 ملايين زائر في عام 2023، بزيادة تجاوزت 19% مقارنة بالعام السابق الذي سجل 88 مليون زائر.
وفي يونيو 2024، أعلنت شركة التطوير العقاري إعمار العقارية عن خطة لتوسعة دبي مول بتكلفة 1.5 مليار درهم (ما يعادل 408 ملايين دولار أمريكي).

## الإنشاء

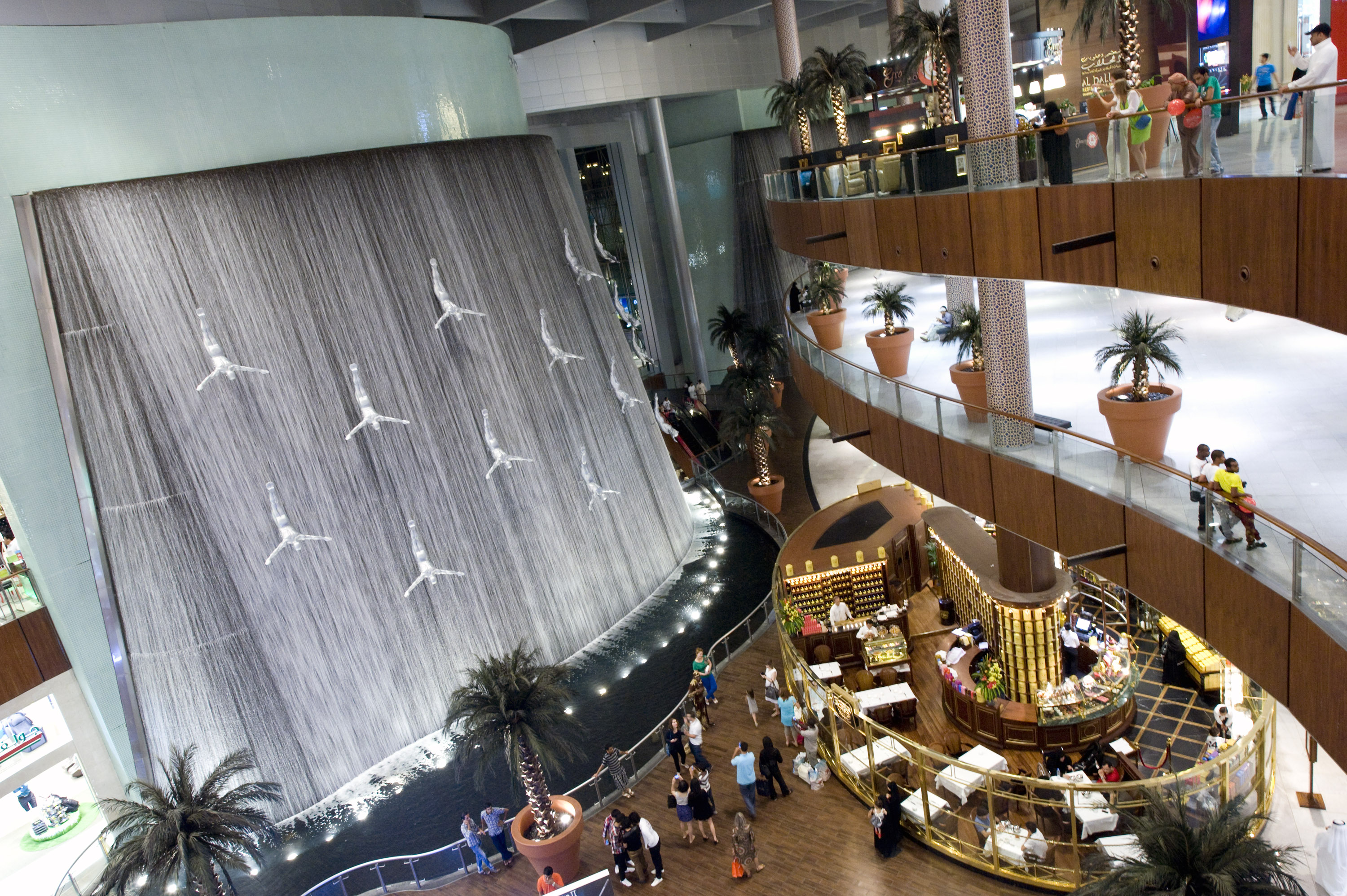

في أكتوبر 2004، منحت شركة إعمار العقارية عقد إنشاء دبي مول لتحالف مشترك يضم شركات داتكو بلفور بيتي والغندي/CCC، بالإضافة إلى تيرنر كونستركشن، وهي شركة متخصصة في إدارة مشاريع البناء.

### ممر المترو
في ديسمبر 2012، أعلنت إعمار عن الانتهاء من تنفيذ ممر المترو، وهو جسر مشاة مرتفع ومكيف يبلغ طوله 820 مترًا (2,690 قدمًا)، يربط بين محطة مترو برج خليفة/دبي مول والمول مباشرة، مما يسهّل الوصول إليه ويوفر الراحة للزوار.

### التوسعة
في يونيو 2013، بدأت المرحلة الأولى من خطة توسعة دبي مول، حيث تم زيادة المساحة التجارية القابلة للتأجير بمقدار مليون قدم مربع (93,000 متر مربع)، بهدف استيعاب أعداد أكبر من الزوار. وقد اكتملت أعمال هذه المرحلة في عام 2018.

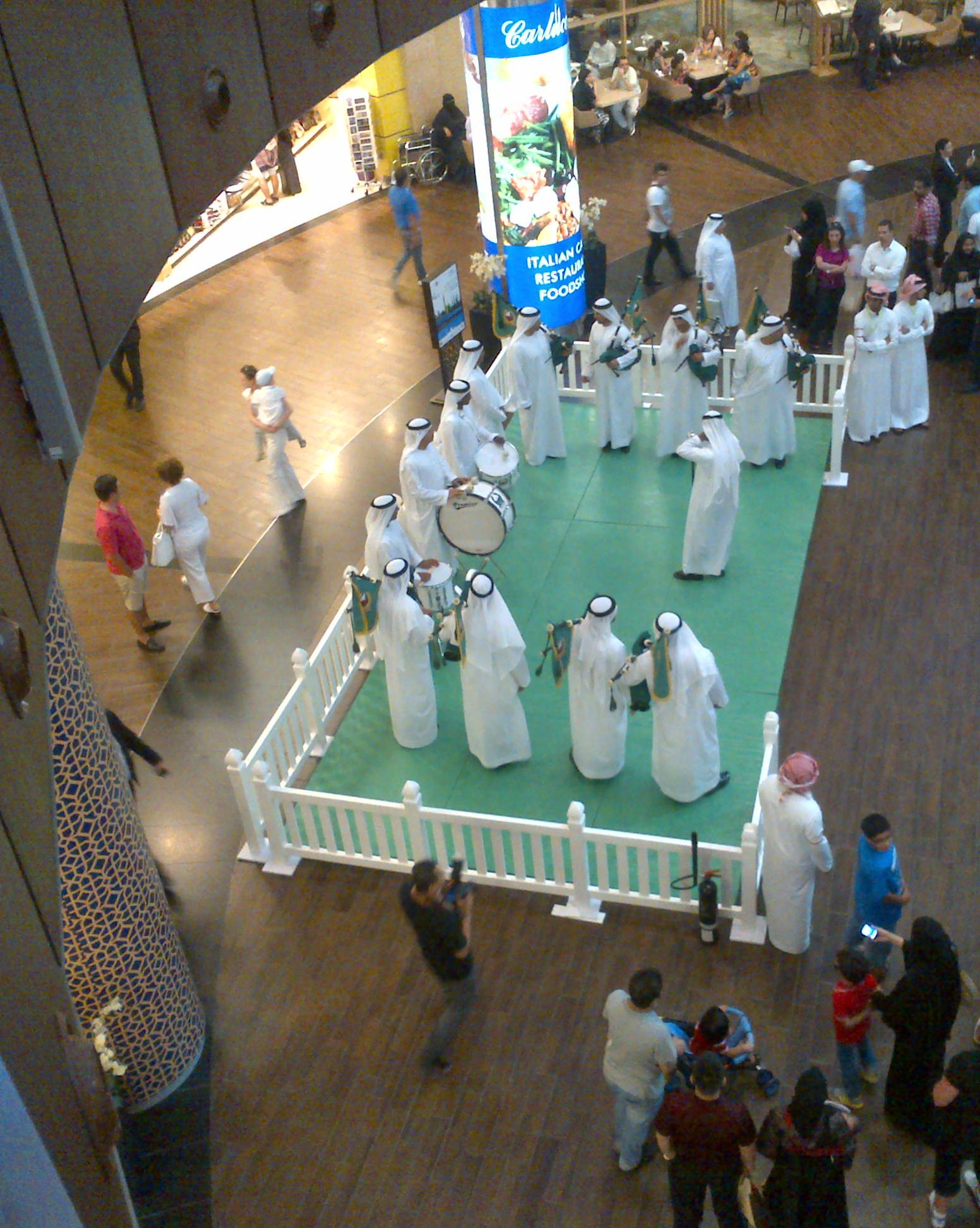

وفي يونيو 2024، أعلنت إعمار عن خطة توسعة جديدة ستضيف 240 متجرًا ومطعماً ومقهى جديدًا، في إطار تعزيز تجربة التسوق والترفيه في المول.

## إحصائيات
سجل دبي مول بيع 61,000 تذكرة لدخول حوض أسماك دبي ومركز ديسكفري خلال الأيام الخمسة الأولى بعد افتتاحه.
استقبل دبي مول أكثر من 37 مليون زائر في عام 2009، بمعدل يزيد عن 750,000 زائر أسبوعيًا. وفي عام 2010، بلغ عدد الزوار 47 مليونًا، ما يمثل زيادة بنسبة حوالي 27% مقارنة بعام 2009، وذلك على الرغم من تداعيات الأزمة الاقتصادية الناتجة عن انفجار فقاعة العقارات.
في عام 2012، حافظ دبي مول على لقب الوجهة الأكثر زيارة عالميًا للتسوق والترفيه، حيث استقطب أكثر من 65 مليون زائر، أي بزيادة تجاوزت 20% مقارنة بـ54 مليون زائر في عام 2011.
وقد جذب المول عددًا من الزوار يفوق عدد زوار مدينة نيويورك التي استقبلت أكثر من 52 مليون زائر في نفس العام، وكذلك لوس أنجلوس التي استقبلت 41 مليون زائر. كما تجاوز عدد زوار دبي مول إجمالي زوار أشهر الوجهات الترفيهية والمعالم العالمية مثل: تايمز سكوير: 39.2 مليون زائر، سنترال بارك: 38 مليون زائر، شلالات نياغرا: 22.5 مليون زائر.
| السنة | عدد الزوار |
| ----- | ---------- |
| 2009  | 39 مليونًا  |
| 2010  | 47 مليونًا  |
| 2011  | 54 مليونًا  |
| 2012  | 65 مليونًا  |
| 2013  | 75 مليونًا  |
| 2014  | 80 مليونًا  |
| 2015  | 92 مليونًا  |
| 2016  | 80 مليونًا  |
| 2017  | 80 مليونًا  |
| 2019  | 84 مليونًا  |

## الوصف

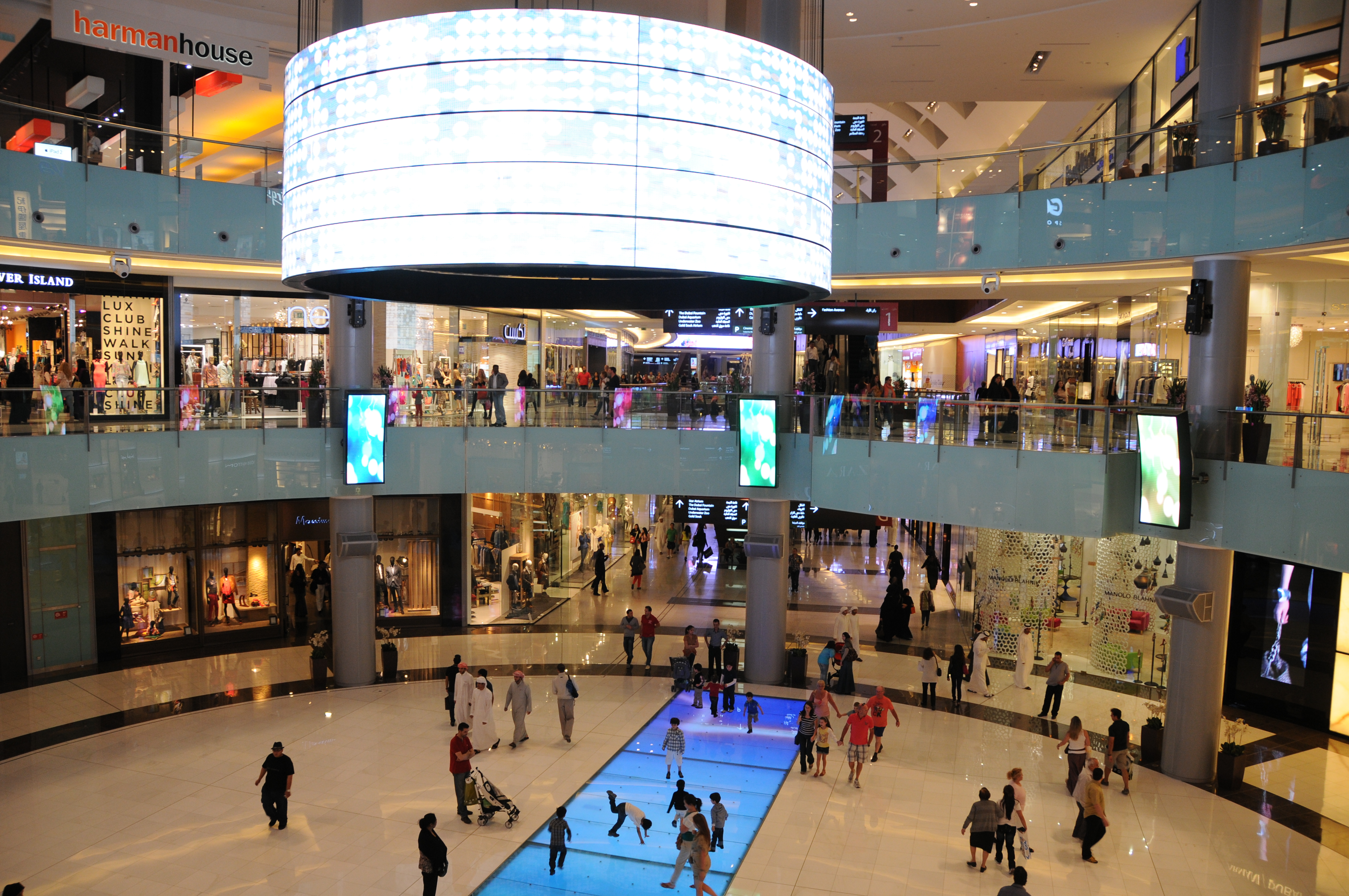

يمتد دبي مول على مساحة تتجاوز 13 مليون قدم مربع (1,200,000 متر مربع)، أي ما يعادل أكثر من 50 ملعب كرة قدم. وتبلغ المساحة الداخلية الإجمالية للمول نحو 5.9 مليون قدم مربع (550,000 متر مربع)، بينما تبلغ المساحة القابلة للتأجير حوالي 3.77 مليون قدم مربع (350,000 متر مربع)، وهي مساحة تقارب تلك الخاصة بمركز ويست إدمونتون مول في كندا.
يضم المول 22 صالة سينما، إلى جانب أكثر من 120 مطعمًا ومقهى. ويوفر المول أكثر من 14,000 موقف للسيارات موزعة على ثلاثة مواقف متعددة الطوابق، إضافة إلى خدمة صف السيارات ونظام إلكتروني لتحديد موقع السيارة.
حصل دبي مول على خمسة جوائز مرموقة، من بينها جائزتان في "جوائز مشاريع التجزئة المستقبلية" (Retail Future Project Awards) في مدينة كان الفرنسية عام 2004:
- أفضل مشروع تطوير تجاري (فئة كبيرة)
- أفضل استخدام للإضاءة في بيئة تجزئة

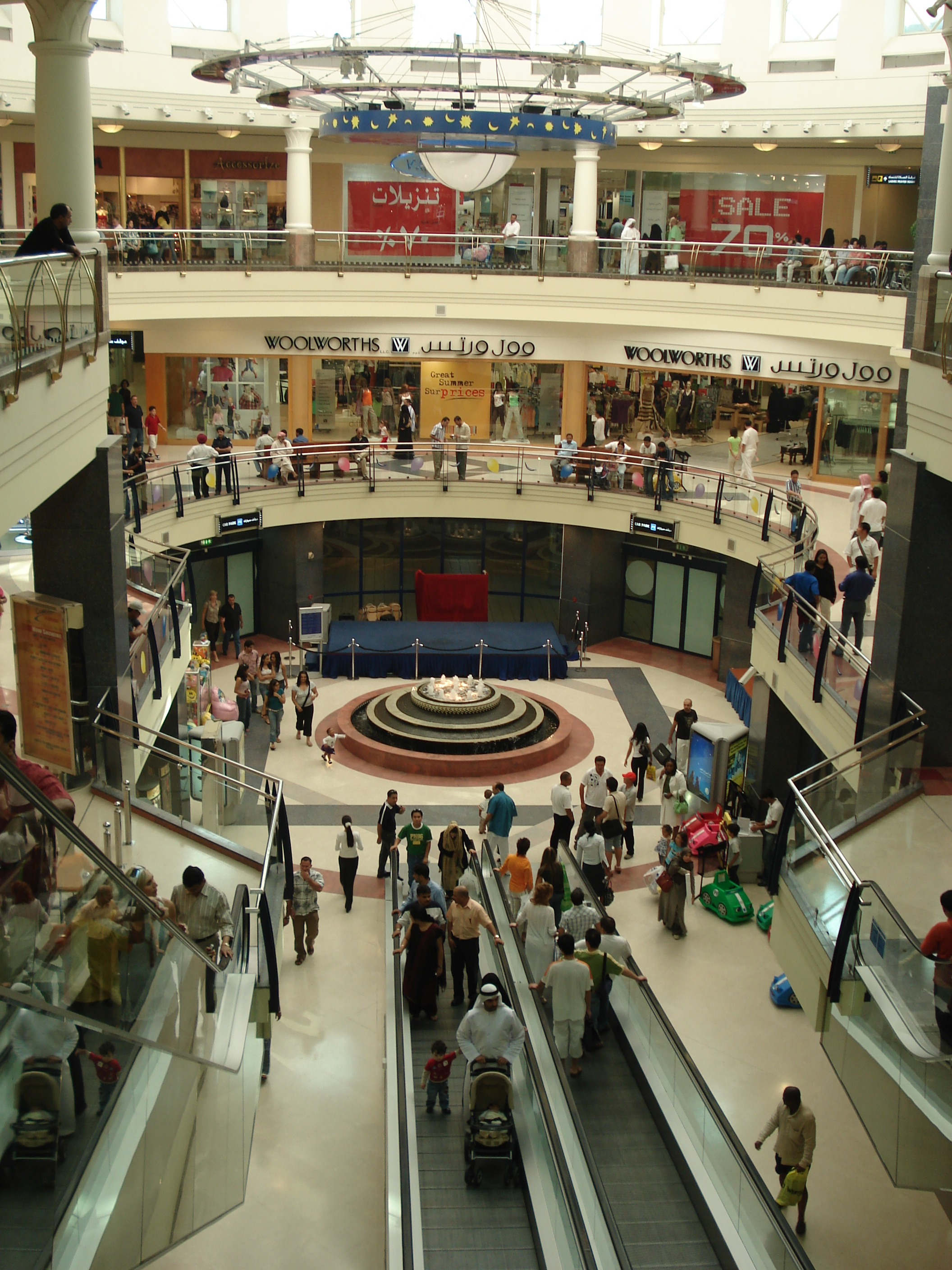

كما فاز كتيب دبي مول الترويجي بثلاث جوائز في "جوائز القمة للإبداع" (Summit Creative Awards) لعام 2005 في بورتلاند، أوريغون:
- الجائزة الذهبية لأفضل إخراج فني/تصميم جرافيكي
- الجائزة الفضية لأفضل كتيب تجاري ملون (4 ألوان)
- جائزة التقدير الخاصة من لجنة التحكيم.[31]

ويضم المول كذلك حلبة تزلج على الجليد بمواصفات أولمبية تُستخدم للتزلج الترفيهي ومباريات دوري الإمارات لهوكي الجليد. كما يحتوي على تجربة ترفيهية فريدة تُعرف باسم "تجربة طيران الإمارات A380"، وهي محاكاة لطائرة إيرباص A380.

## المعالم والأنشطة الترفيهية

### أكواريوم وحديقة الحيوانات المائية في دبي
يقع أكواريوم وحديقة الحيوانات المائية في دبي داخل دبي مول وتديره شركة إعمار للترفيه، وقد صُمم من قبل شركة Peddle Thorp. يضم الأكواريوم أكثر من 300 نوع من الكائنات البحرية، بما في ذلك أسماك القرش والراي، ويعرض التنوع البيولوجي في بيئات مختلفة مثل الغابات المطيرة والسواحل الصخرية والمحيط الحي. حصل الأكواريوم على شهادة التميز وفاز بجائزة "أفضل وجهة ترفيهية في العام" خلال جوائز RetailME لعام 2012.

### Play DXB

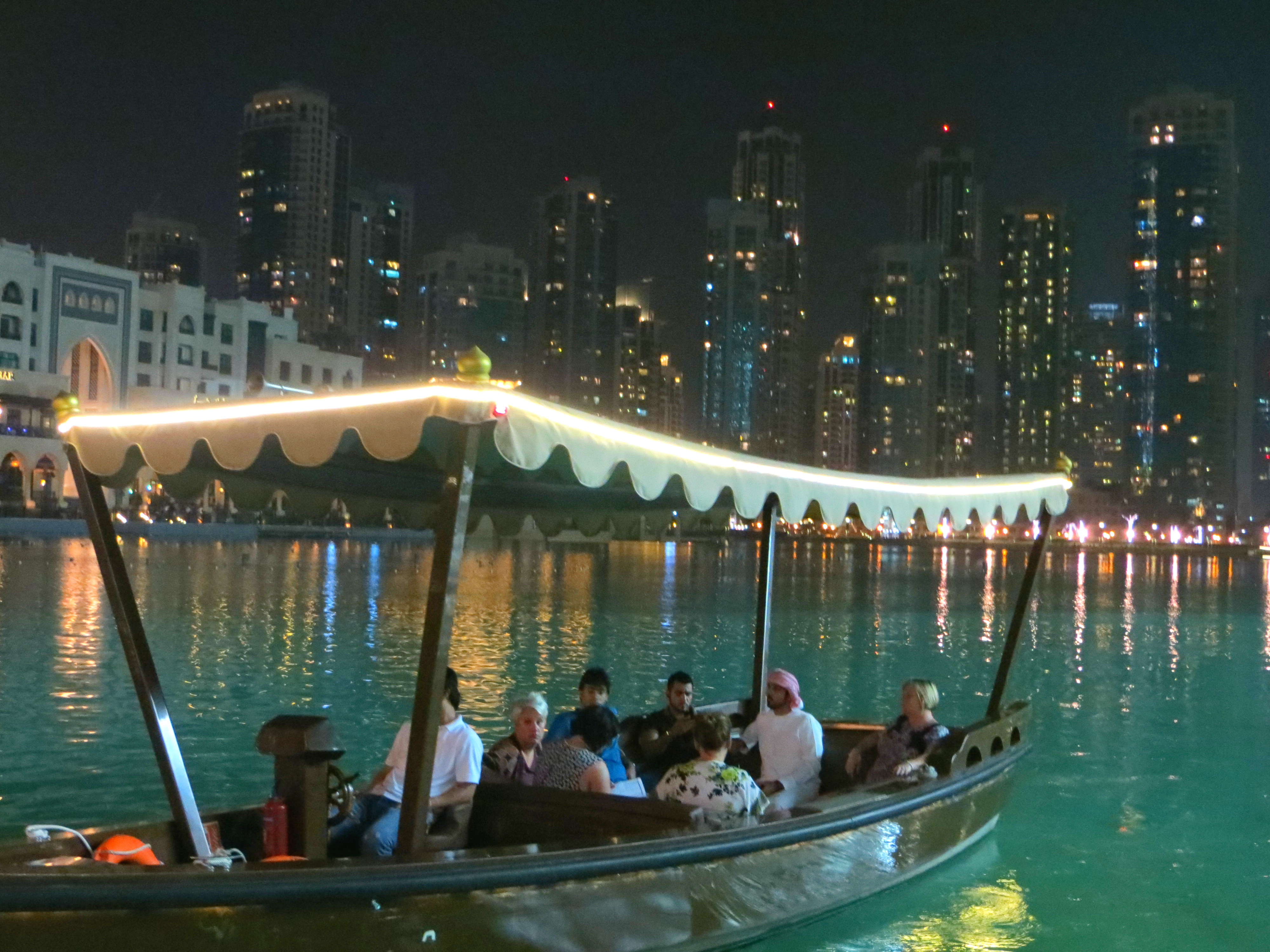

Play DXB (المعروف سابقًا باسم VR Park Dubai) هو منتزه ترفيهي داخلي يغطي مساحة 7,100 متر مربع (76,000 قدم مربع)، ويُركّز على تقنيات الواقع الافتراضي. يضم المنتزه أكثر من 15 لعبة وفعالية تشمل أجهزة محاكاة الحركة، وألعاب المهارة، وألعاب الملاهي الكلاسيكية، بالإضافة إلى ألعاب الجوائز. يحتوي أيضًا على ملعب هوائي ونطاطات موجهة للأطفال الصغار، بينما يمكن للأطفال الأكبر سنًا تجربة ألعاب الواقع الافتراضي باستخدام خوذة Quest 2.
افتتح المنتزه في الموقع ذاته الذي كان يشغله سيغا ريبابلك، والذي أغلق في 1 يونيو 2017 بعد انتهاء ترخيصه، وأعيد افتتاحه في فبراير 2018 تحت اسم VR Park Dubai، ثم غُيّر اسمه إلى Play DXB في عام 2022.

### ريل سينما
ريل سينما هي مجمّع سينمائي يضم 22 شاشة عرض وتديره شركة إعمار للترفيه. يحتوي على أربع صالات سينما فاخرة و17 صالة تجارية، من بينها أول صالة سينما حاصلة على اعتماد THX في دبي.

### نافورة دبي

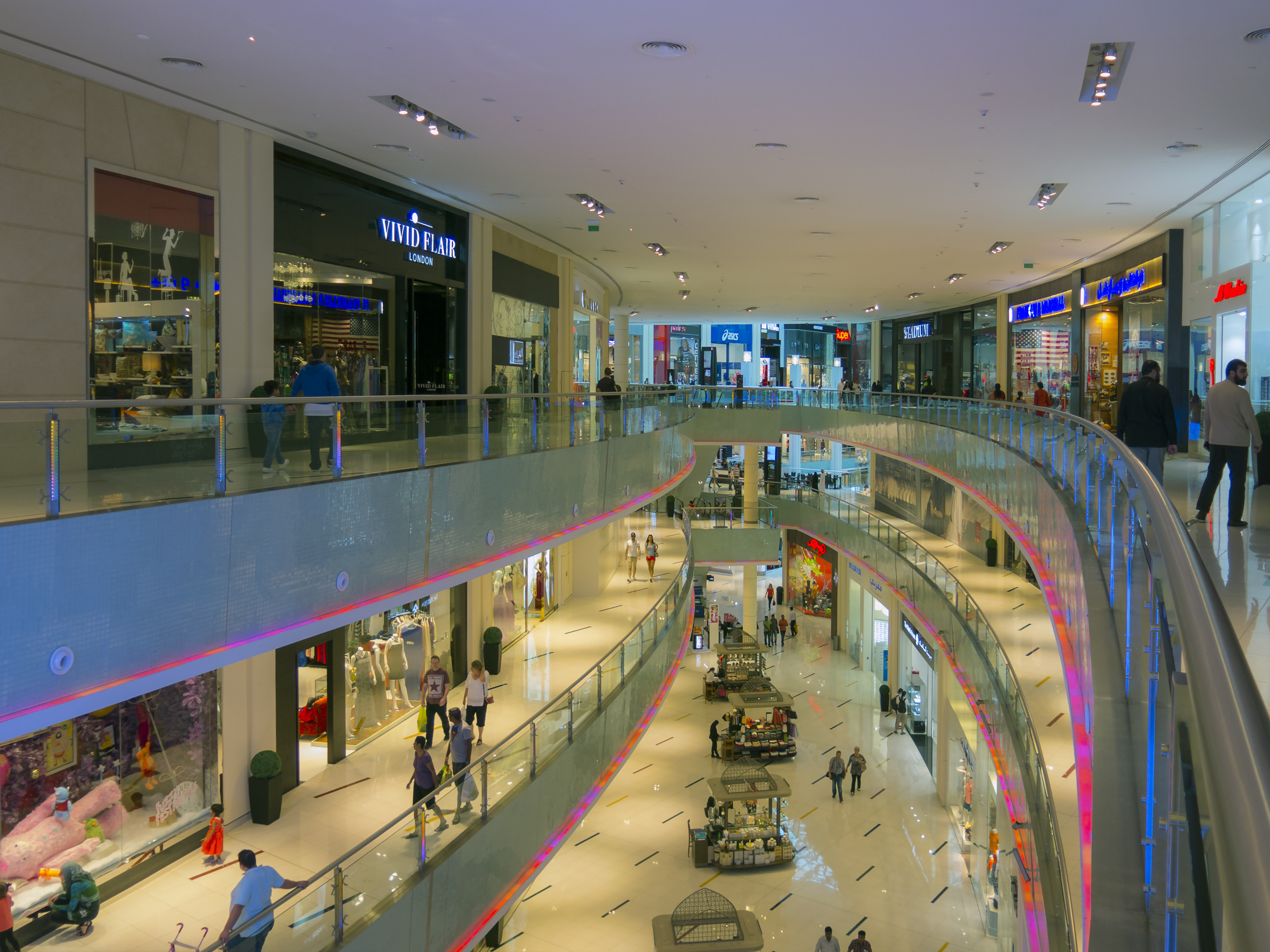

تقع نافورة دبي خارج دبي مول، بجوار برج خليفة، وتُعد من أكبر النوافير الراقصة في العالم. تقدم عروضًا مائية متزامنة مع الموسيقى والأضواء، وتحتوي على 25 جهاز عرض ضوئي ملون وأكثر من 1000 نمط مائي. تضم النافورة خمس دوائر رئيسية، وتضخ ما يصل إلى 22,000 جالون من المياه في الهواء خلال العروض، مدعومة بـ 6,600 مصباح ونافورات مائية متحركة.

### هيستيريا
هيستيريا هو منزل رعب يتميز بتأثيرات خاصة وأضواء ضبابية وساطعة. تدور قصته حول عائلة فقدت طفلها وتعتقد أن الزائر يعرف مكانه، لذا تحاول اختطاف الضيف أو الضيوف لمعرفة الحقيقة.

### دبي دينو
دبي دينو هو هيكل عظمي حقيقي لديناصور من نوع ديبلودوكس، يبلغ ارتفاعه أكثر من 7 أمتار (23 قدمًا) وطوله 24 مترًا (79 قدمًا).

### نموذج برج خور دبي
توجد نسخة مجسمة من برج خور دبي (قيد الإنشاء) داخل القاعة الكبرى في دبي مول، وتوفر تصورًا ثلاثي الأبعاد لتصميم البرج عند اكتماله.

### كيدزانيا
كيدزانيا هي مدينة ترفيهية تعليمية مصغرة للأطفال، تبلغ مساحتها 7,000 متر مربع، وهي نسخة مصغّرة من مدينة دبي، تجمع بين التعليم والترفيه. تقدم كيدزانيا أكثر من 70 نشاطًا واقعيًا للأطفال من عمر 4 إلى 16 سنة، تسمح لهم بتجربة مهن متنوعة من خلال اللعب التمثيلي.

## الأرقام القياسية والإنجازات
- أكبر مركز تجاري في العالم من حيث المساحة الإجمالية للأرض، والتي تبلغ 1,124,000 متر مربع (12,100,000 قدم مربع).
- يحتل المرتبة العشرين عالميًا من حيث المساحة القابلة للتأجير، والتي تبلغ 350,000 متر مربع (3,800,000 قدم مربع).
- يضم دبي مول أكبر لوحة أكريليك في العالم، وهي جزء من حوض أسماك دبي، بأبعاد: العرض: 32.88 متر، الارتفاع: 8.3 متر، السماكة: 75 سنتيمتر، الوزن: 245 طن (245,000 كجم)
- في مارس 2010، استقبل المول أكثر من 5 ملايين زائر خلال مهرجان دبي للتسوق، محققًا رقمًا قياسيًا في عدد الزوار خلال شهر واحد.
- في 29 أبريل 2010، حصل دبي مول على جائزة "أفضل تجربة تسوق" من جوائز غراتسيا ستايل.
- في عام 2009، استقبل المول 37 مليون زائر في أول سنة تشغيل له، بمعدل أكثر من 750,000 زائر أسبوعيًا.
- في عام 2010، استقبل المول 47 مليون زائر، مسجلاً زيادة بنسبة 27% عن العام السابق، رغم الظروف الاقتصادية العالمية.
- في عام 2011، أصبح دبي مول الوجهة الأكثر زيارة للتسوق والترفيه في العالم، حيث اجتذب أكثر من 56 مليون زائر، بزيادة قدرها 15% عن عام 2010.
- واصل المول تصدّره في عام 2012، حيث استقبل أكثر من 65 مليون زائر، بزيادة تفوق 20% مقارنة بالعام السابق (2011).
- في 2017، كشف دبي مول عن أكبر شاشة OLED في العالم (بحاجة إلى توثيق).

## حوادث
- في 25 فبراير 2010، تسرّب الماء من حوض أسماك يحتوي على عدد من أسماك القرش، ما أدى إلى إغلاق العديد من المتاجر مؤقتًا وإخلاء المتسوقين على الفور. أعيد افتتاح المول في اليوم التالي.[41]
- في مارس 2015، نظّم أكثر من مئة عامل أجنبي مظاهرة أمام دبي مول احتجاجًا على عدم دفع أجور العمل الإضافي، مما تسبب في تعطيل حركة المرور في المنطقة.[42]
- في 31 ديسمبر 2015، تم إخلاء ضيوف فندق العنوان داون تاون إلى داخل دبي مول بسبب اندلاع حريق في الفندق.[43]
- في ديسمبر 2016، قاد مقدم البرامج البريطاني ريتشارد هاموند دبابة داخل دبي مول ضمن مشهد استعراضي لتصوير برنامج The Grand Tour.[44]
- في 24 أبريل 2017، وقع انقطاع في التيار الكهربائي استمر 90 دقيقة، مما تسبب في توقف مؤقت في عمل المول، بينما لم تتأثر المناطق المجاورة.[45]
- في نوفمبر 2019، تسببت أمطار غزيرة في فيضان أجزاء واسعة من المول.[46]
- في 25 مارس 2020، أُغلقت جميع مراكز التسوق في دبي – باستثناء تلك التي تبيع السلع الأساسية – بسبب جائحة كوفيد-19. وكان من المقرر إعادة افتتاح دبي مول في 24 أبريل 2020، لكنه أجّل إعادة افتتاحه إلى شهر مايو.[47]